# 横田淑惠
横田 淑惠（よこた よしえ）は、毒舌キャラで有名になった占い師である。1940年、茨城県出身。通称『銀座の母』。二度の離婚と夫の破産などを経験し、キャバレーなど水商売をして生計を立てていた時期もある。貧しさから、千葉県の公道で、占い師を名乗り営業をしていた。警察から職務質問を受けたことがある。(他サイトと自身の公式ホームページ参照)
【テレビ出演情報】
・『今夜は好奇心!』(フジテレビ1991年放送)
・『キミハブレイク』
・『中居正広の金曜日のスマたちへ』
・『激安バラエティー』（共にTBS）
・『SMAP×SMAPスペシャル』(フジテレビ2009年9月28日放送)では、香取慎吾が演じる台場の母と初対面するとして本人が登場した。この頃までは人気があったが、情報化の進む現代においては、毒舌がすぎるキャラクターは時代錯誤との不評もある。男女差別、特に中国人への人種差別、ヘイト発言をすることでも有名になったようである。2010年以降特に、鑑定へ赴いた人の話では、「大声で個人情報をズバズバと話すし、暴言もある。泣きそうになった。精神的に傷つく。死にたくなった。」と、話す人も多い。
カーテンすらない狭い事務所内では、個人情報保護の観点やプライバシーの観点からも問題があるのではないか、と疑う人も多い。
　サービスとして顧客の頭を本で殴るなど、時代とそぐわない暴力、ハラスメント行為も、全て占いというカテゴリーとして、自身で体現しているのではないだろうか。
鑑定において、依頼しても領収書の発行はなく、現金決済のみ。顧客によって鑑定の価格も異なるようである。しかし、一部の年配のファン層や芸能人の支持を得ている。